# Telmatobufo bullocki
Telmatobufo bullocki — вид лягушек из рода чилийских свистунов семейства Calyptocephalellidae. Эндемики Чили (Южная Америка), где обитают в горах лишь в нескольких местах Cordillera de Nahuelbuta (часть Береговой Кордильеры). Встречается крайне редко: во время обширных полевых исследований в 1992—2002 годах удалось обнаружить только одну взрослую особь. Населяют быстротекущие ручьи в нотофагусовых лесах умеренного пояса. Головастики свободно плавают и питаются водорослями, растущими на подводных камнях. Telmatobufo bullocki угрожает заиливание потоков, вызванное вырубками лесов. Вид встречается в национальном парке Nahuelbuta National Park.